# Angioma epatico
L'Angioma (emangioma) epatico è la più frequente lesione focale benigna individuata in sede epatica.

## Classificazione
Esistono due tipi di angiomi:
- Capillare: periferico, soprattutto cutaneo.
- Cavernoso: preferenzialmente epatico.

## Clinica
L'angioma è una lesione quasi sempre asintomatica che viene identificata, nella maggioranza dei casi, casualmente durante valutazioni diagnostico-strumentali addominali. La sintomatologia dipende strettamente dalle dimensioni, infatti solamente le lesioni con diametro maggiore di 4–5 cm sono sintomatiche (vengono dette Angiomi cavernosi). 
I sintomi sono vaghi e aspecifici, dominati soprattutto da sensazione di peso o tensione in ipocondrio destro; frequentemente nei pazienti sintomatici può essere presente dispepsia, mentre più rari sono nausea e vomito post-prandiali, calo ponderale (da compressione meccanica sul tratto gastro-duodenale). Qualora fosse presente febbre è possibile che ci sia un episodio di trombosi e/o necrosi dovuta ad episodi emorragici intratumorali.
La rottura dell'angioma è molto rara e avviene solo per angiomi grandi in seguito ad eventi traumatici; è una complicanza molto grave che ha una mortalità elevata (60-75%).

## Esami
- Ecografia
- TC (tomografia computerizzata)
- Angiografia
- RMN (risonanza magnetica nucleare)
- Ricerca tramite scintigrafia con 99mTc-pertecnetato

## Terapia
Di solito gli angiomi epatici non vengono trattati a meno che non ci sia: 
- rottura spontanea o jatrogena (in corso di biopsia diagnostica).
- rapido e progressivo aumento delle dimensioni.
- sede superficiale della lesione esposta a possibili traumi.
- molteplicità delle lesioni.
- dubbio diagnostico.

In questi casi è indicata una resezione epatica della massa. Qualora la chirurgia non fosse eseguibile o per problemi legati alla neoplasia, o per problemi legati al paziente sono possibili trattamenti alternativi come:
- radioterapia
- radiologia interventistica: embolizzazione
- trattamento medico